# Adam Bede

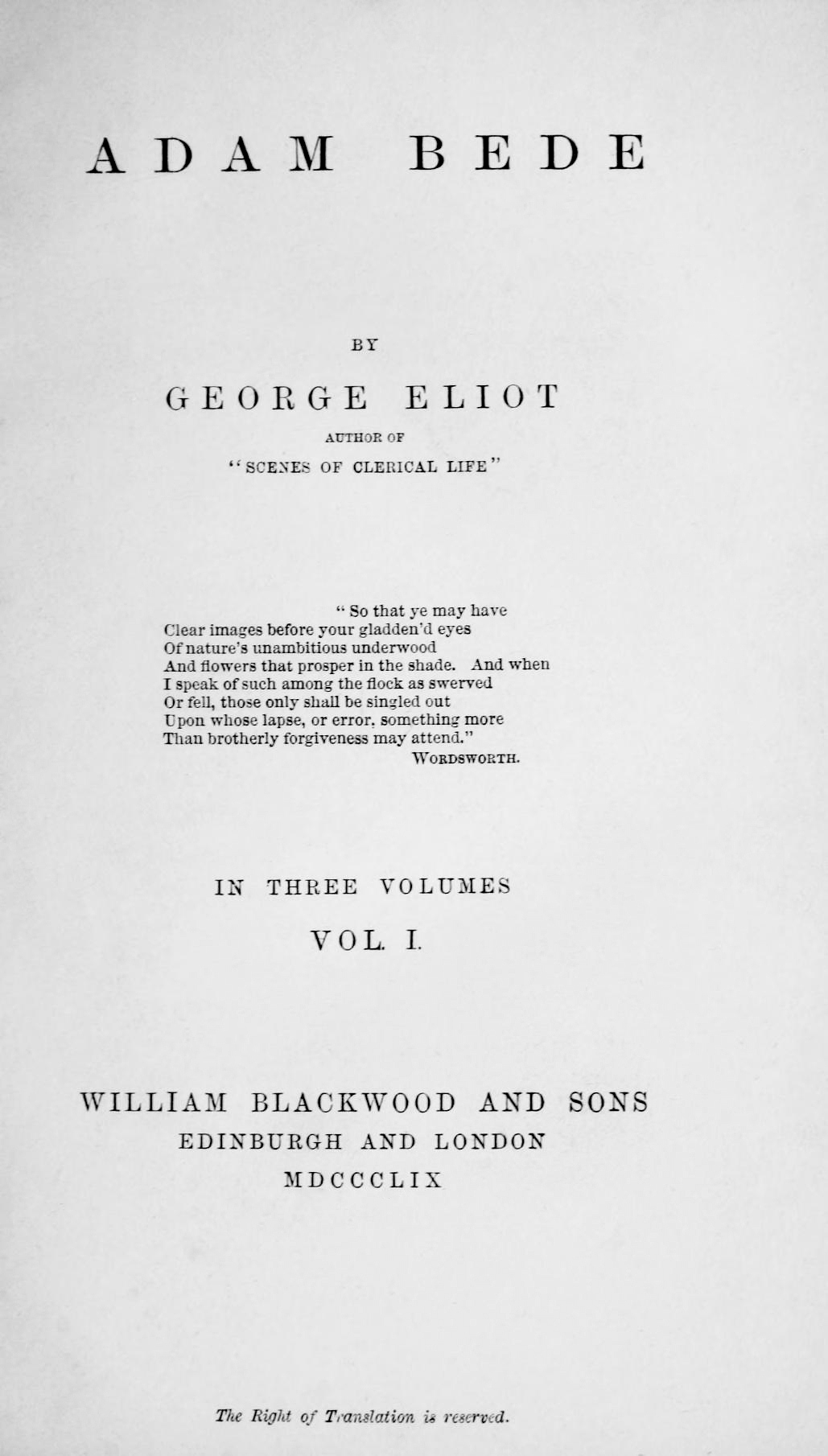
Página de título da primeira edição

Adam Bede é o primeiro romance de George Eliot, pseudônimo de Mary Ann Evans. Foi publicado pela primeira vez em 1859 sob pseudônimo, apesar do fato de Evans ser uma acadêmica altamente respeitada em seu tempo. O romance permanece sendo reimpresso desde então, e é comumente usado para estudos universitários de literatura inglesa do século XIX.

## Enredo
Em Adam Bede, George Eliot problematiza a maternidade enquanto um desejo típico do gênero feminino, explorando o tema do infanticídio ao retratar a triste história da jovem Hetty Sorrel, uma mãe que mata o seu próprio bebê.
A narrativa de Adam Bede é ambientada no final do século XVIII em um vilarejo da Grã Bretanha. A história gira em torno de Hetty Sorrel, uma jovem fútil e vaidosa que se apaixona por um rapaz simpático chamado Arthur Donnithorne, futuro herdeiro das terras onde sua família trabalha.   Porém, ao oficializar seu noivado com Adam Bede, um carpinteiro humilde e honestos, Hetty se vê desesperada ao descobrir uma gravidez de Arthur. A jovem moça, então, decide matar seu bebê logo após o seu nascimento  e, como consequência, ela é julgada e condenada à forca sem a possiblidade de se defender.
Ao mesmo tempo em que apresenta modelos que fogem à regra dos ideais da maternidade à sua época, ao contar a história de uma moça aparentemente fútil e egoísta, o romance de George Eliot também denuncia o sofrimento de mulheres que viviam em meio a uma sociedade extremamente marcada por regras morais de conduta e de papéis de gênero próprios de uma sociedade patriarcal europeia dos séculos XVIII e XIX.

## Personagens
- Hetty Sorel - fazendeira bonita mas vaidosa, ama Arthur;
- Adam Bede - carpinteiro que ama Hetty;
- Arthur Donnithorne - amigo de Adam, herdeiro da propriedade;
- Seth - irmão de Adam, persegue infrutíferamente Dinah;
- Dinah Morris - pregadora Metodista;
- Bartle Massey - professora;
- Mrs Poyser - esposa do fazendeiro.